# Nyssiodes maturaria
Nyssiodes maturaria är en fjärilsart som beskrevs av Hugo Theodor Christoph 1881. Nyssiodes maturaria ingår i släktet Nyssiodes och familjen mätare. Inga underarter finns listade i Catalogue of Life.